# Ключевая компетенция
Ключевая компетенция организации (англ. Core competency) — компетенция, обеспечивающая конкурентное преимущество.

## Основные характеристики
Ключевая компетенция имеет следующие характеристики:
- ценность — она должна быть редкой и незаменимой;
- уникальность — должна исключать копирование;
- доступность — компания должна быть в состоянии ей пользоваться[1]

Ключевые компетенции могут принимать различные формы, включая технические/содержательные ноу-хау, надежный процесс и/или крепкие отношениями с клиентами и поставщиками.
Систематический подход к анализу развития конкурентных преимуществ осуществляется через концепцию цепочки ценностей (англ. value chain), впервые предложенной Майклом Портером в книге «Конкурентное преимущество».